# Ржевский, Елизарий Леонтьевич
Елиза́рий Лео́нтьевич Рже́вский по прозвищу Ёлка (ум. в 1599) — голова, воевода, наместник, окольничий и думный дворянин во времена правления Ивана IV Васильевича Грозного и Фёдора Ивановича.
Из дворянского рода Ржевские. Единственный сын Леонтия Дмитриевича Ржевского по прозванию Девятый, упомянут в 1551 году в числе детей боярских.

## Биография
Упомянут стрелецким головой. В 1554 году в Казанском походе на Арские места и казанские народы пожалован серебряной Новгородкой. В 1555 году второй на Вятке для похода на казанские народы.
В Ливонском походе 1556 года был одним из руководителей в Большом полку у князя Петра Ивановича Шуйского. В 1558 году второй голова в Большом полку в походе к Новгородку и Юрьеву, при воеводе Шеине. Посланник в Крымское ханство в 1564 и 1572 годах.
В 1565-1567 годах второй воевода на Велиже. В 1568 году послан гонцом в Швецию. В 1572 году второй при строительстве засеки в Перемышле. В 1573 году голова у постановлении сторожей в походе в Новгород и на Лифляндию, а с весны наместник в Почепе. С весны 1574 года второй воевода в Орле и указано ему сойдясь с украиными воеводами быть вторым воеводой Сторожевого полка, а когда сойдётся с большими воеводами то быть ему воеводой войск правой руки с бояриным и князем Пронским. С осени 1575 года второй воевода в Орле, а в связи с крымской угрозой велено сходиться с украиными воеводами и быть вторым воеводой Сторожевого полка.
В октябре 1577 года снова отправляется гонцом в Крымское ханство для предварительных переговоров о заключении мира. Вскоре после этого в Москве получено известие, что из Крыма отправлен к царю «большой посол», князь Теребендей. Согласно существовавшим обычаям, в Крым немедленно выехал московский «большой» посол, князь Василий Васильевич Мосальской, для замены Елизария Леонтьевича.
До этого Ржевский сообщал что, крымский хан Мехмед Гирей назначил послом в Русское царство князя Теребендея и отправил его в Москву, вместе с Ржевским под охраной князя Мурата с войском. Когда они находились на расстоянии семи дней пути от Путивля, на них напал отряд днепровских казаков, но был отбит. Князь Мурат тогда, без объяснения причин, вернулся в Крым с князем Теребендеем и Ржевским. По возвращении Ржевский узнал, что в период его отсутствия Девлет-Кильдей, бывший прежде посланником в России, доказывал хану, в случае войны с Польшей, русский царь вынужден будет уступить Крымскому ханству Казань и Астрахань, если хан того потребует. Ржевский старался отговорить хана от такого намерения, однако князь Теребендей был вновь отправлен в Москву и получил повеление требовать уступки Казани и Астрахани, а Ржевский был отпущен вместе с ним для замены на нового посла — князя Мосальского.
В 1579 году назначен наместником в Путивле и вторым воеводой в Серпухове. В 1581 году третий воевода Большого полка на берегу Оки. В 1582 году был в числе воевод, ходивших в Казань против луговых черемис. В этом же году второй воевода войск правой руки в Дедилове, а по сходу с украиными воеводами быть ему вторым воеводой Передового полка, а по сходу с береговыми воеводами быть воеводою Сторожевого полка с князем Одоевским. В сентябре 1583 года послан воеводой Сторожевого полка на бунтующих черемис, и велено ему собрать ратных людей в Муроме и дождаться в Нижнем Новгороду больших воевод. В 1586 году шестой воевода в Новгороде, послан первым встречать польского посла и быть у него приставом.
В 1587 году назван можайским наместником и 20 января выехал из Москвы в Польшу, чтобы выразить панам радным соболезнование царя Фёдора Ивановича, по случаю кончины польского короля Стефана Батория, и предложить им избрать в короли польские и литовские Фёдора Ивановича. В мае того же года вернулся из Новогрудка с благодарственным письмом литовских вельмож к царю. Они не желали вести переговоры, сказав, что столь важное дело будет рассмотрено сеймом в Варшаве, куда царь должен прислать своих послов.
16 августа того же года было заключено перемирие с Польшей, а 20 октября Ржевский снова отправлен посланником в Варшаву. 4 февраля 1588 года он вернулся в Москву, привезя с собой плохие вести: на Польский престол избран шведский королевич Сигизмунд Ваза, на сторону которого склонились и многие литовские вельможи. А брат немецкого императора Максимилиан стоит с войском в Польше, завоевал уже многие города и хочет идти на Краков, чтобы отомстить за то, что не выбрали его.
В 1590 году пожалован думным дворянином, обедал у Государя, а после участвовал в государевом походе против шведов. В 1591 году встречал на первой встрече при представлении Государю польских послов.
В 1597 году послан вторым в Чернигов и Почеп с денежным жалованием дворянам и детям боярским, присутствовал при торжественном приёме царём посла Германского императора Рудольфа II, обедал вместе с ними у Государя. В 1598 году участвовал в государевом походе в Серпухов в связи с крымской угрозой.
Умер в 1599 году.
По родословной росписи показан бездетным.